# Twiss (rivier)

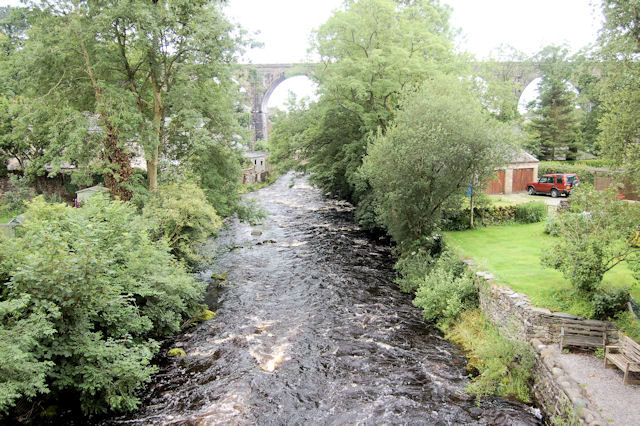
De Twiss bij Ingleton

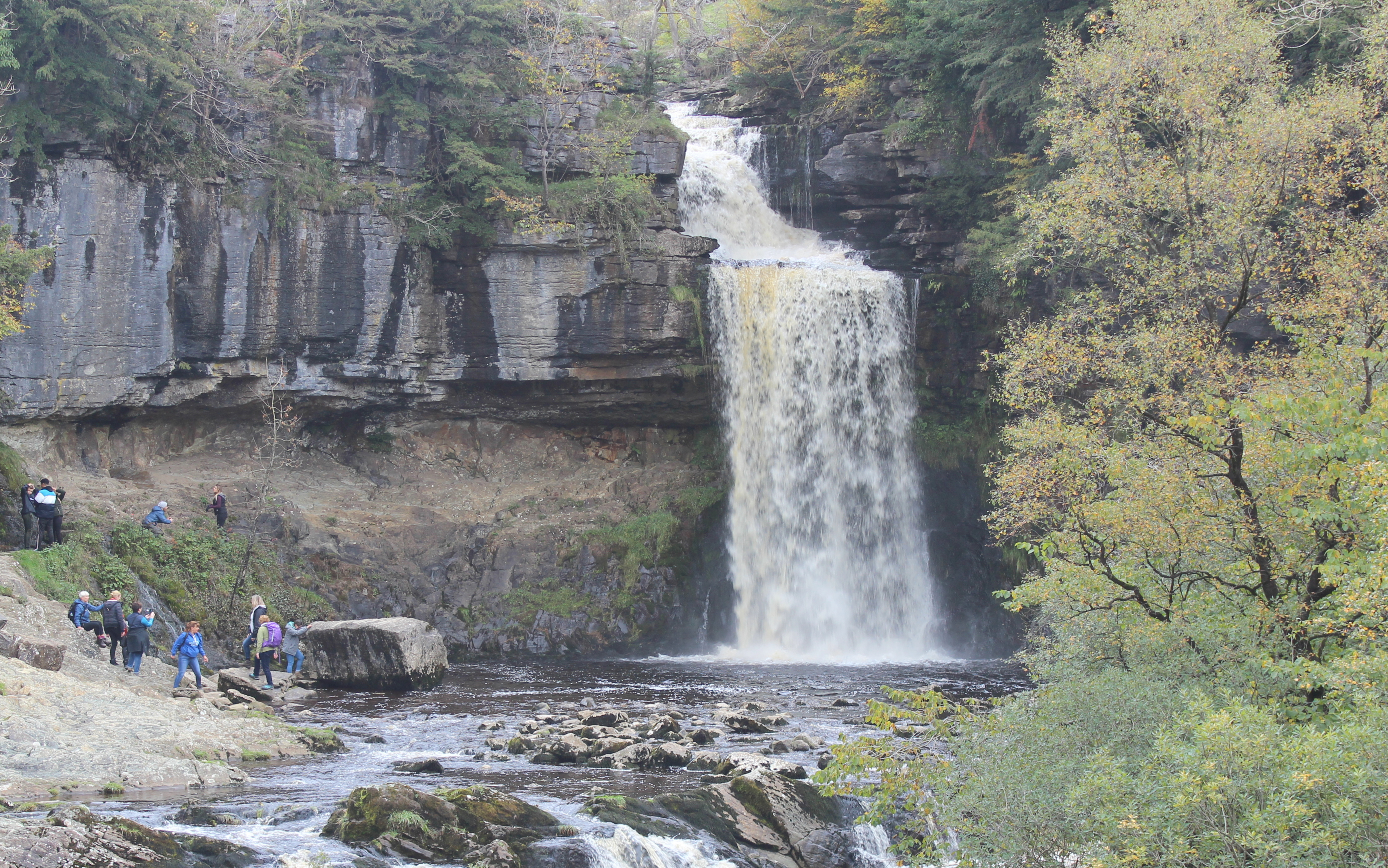
Thornton Force, een 14 meter waterval

De Twiss of Kingdalebeek is een Engels riviertje in North Yorkshire. Zij ontspringt in Kingdale Head aan de samenvloeiing van de Back Gill en de Long Gill in de valleien van Yorkshire. De Kingdale Beek stroomt dan zuidwaarts door de steile vallei van Kingdale. Na Keld Head stroomt de rivier over de watervallen Twiss Thornton Force en Pecca Falls en stroomt dan door Swilla Glen naar Thornton in Lonsdale en Ingleton. Daar ontstaat de Greta bij de samenkomst met de Doe.